# Liste der Fußballtrainer von Arminia Bielefeld
Die Liste der Fußballtrainer von Arminia Bielefeld führt alle Trainer der ersten Männermannschaft von Arminia Bielefeld auf. Seit 1922 beschäftigte der Verein 57 Trainer, wobei Interimstrainer nicht berücksichtigt werden.

## Die Trainer
- Trainer: Nennt den Namen des Trainers. Spielertrainer sind gelb, Interimstrainer sind blau unterlegt.
- Nation: Nennt die Nationalität des jeweiligen Trainers.
- von und bis: Nennen den Zeitraum, in dem der jeweilige Trainer wirkte.
- Ereignisse: Nennt die sportlichen Erfolge und Misserfolge während der jeweiligen Amtszeit des Trainers.

| Trainer                 | Nation                                         | von               | bis                | Ereignisse |
| ----------------------- | ---------------------------------------------- | ----------------- | ------------------ | --- |
| František Zoubek Prokš  | Tschechien                                     | 1922              | 1923               | Westfalenmeister 1923 Westdeutscher Meister 1923                                                                  |
| Georg Wellhöfer         | Deutschland                                    | 1923              | 1924               | Westfalenmeister 1924                                                                                             |
| František Zoubek Prokš  | Tschechien                                     | 1924              | Oktober 1924       | |
| Georg Wellhöfer         | Deutschland                                    | November 1924     | 1925               | Westfalenmeister 1925, 1926                                                                                       |
| František Zoubek Prokš  | Tschechien                                     | 1926              | 1932               | Westfalenmeister 1927 Westfalenpokalsieger 1932                                                                   |
| Wilhelm Noë             | Deutschland                                    | 1932              | 1933               | Westfalenmeister 1933                                                                                             |
| Otto Faist              | Deutschland                                    | 1935              | 1936               | |
| Karl Willnecker         | Deutschland                                    | 1936              | 1937               | |
| Ewald Höning            | Deutschland                                    | 1937              | 1938               | Aufstieg in die Gauliga 1938                                                                                      |
| Erich Borchmeyer        | Deutschland                                    | 1938              | 1939               | |
| Ferdinand Swatosch      | Osterreich                                     | 1939              | 1940               | Vizemeister der Gauliga 1940                                                                                      |
| Otto Kranefeld          | Deutschland                                    | 1940              | 1942               | |
| Willi Pohl              | Deutschland                                    | 1940              | 1942               | |
| Karl Wunderlich         | Deutschland                                    | 1942              | 1945               | |
| Erich Borchmeyer        | Deutschland                                    | 1945              | 1946               | Abstieg aus der Landesliga 1946                                                                                   |
| Ferdinand Swatosch      | Osterreich                                     | 1946              | 1947               | |
| Karl Wunderlich         | Deutschland                                    | 1947              | 1948               | Aufstieg in die Landesliga 1948                                                                                   |
| Alois Münstermann       | Deutschland                                    | 1948              | 1949               | Aufstieg in die Oberliga 1949                                                                                     |
| Friedrich Otto          | Deutschland                                    | 1949              | 1950               | Abstieg in die 2. Liga West 1950                                                                                  |
| Fritz Kaiser            | Deutschland                                    | 1950              | 1951               | |
| Hellmut Meidt           | Deutschland                                    | 1951              | 1953               | |
| Donndorf                | Deutschland                                    | 1953              | 1955               | Abstieg in die Landesliga 1954                                                                                    |
| Otto Westphal           | Deutschland                                    | 1955              | 1958               | |
| Arthur Gruber           | Deutschland                                    | 1958              | 19. März 1961      | erste Trainerentlassung                                                                                           |
| Josef Rasselnberg       | Deutschland                                    | 20. März 1961     | 1961               | |
| Jakob Wimmer            | Deutschland                                    | 1961              | April 1963         | Aufstieg in die 2. Liga West 1962                                                                                 |
| Hellmut Meidt           | Deutschland                                    | April 1963        | 1965               | Qualifikation zur Regionalliga 1963                                                                               |
| Robert Gebhardt         | Deutschland                                    | 1965              | 1966               | Westdeutscher Pokalsieger 1966                                                                                    |
| Hans Wendlandt          | Deutschland                                    | 1966              | November 1969      | |
| Egon Piechaczek         | Polen                                          | November 1969     | Dezember 1971      | Aufstieg in die Bundesliga 1970                                                                                   |
| Hellmut Meidt           | Deutschland                                    | Januar 1972       | Januar 1972        | |
| Jan Notermans           | Niederlande                                    | Februar 1972      | Oktober 1972       | Abstieg in die Regionalliga 1972                                                                                  |
| Willi Nolting           | Deutschland                                    | Oktober 1972      | Februar 1973       | |
| Norbert Lessle          | Deutschland                                    | Februar 1973      | September 1973     | |
| Harry Garstecki         | Deutschland                                    | September 1973    | Oktober 1973       | |
| Willi Nolting           | Deutschland                                    | Oktober 1973      | Januar 1974        | |
| Rudi Faßnacht           | Deutschland                                    | Januar 1974       | 1974               | Qualifikation für die 2. Bundesliga 1974 Westdeutscher Pokalsieger 1974                                           |
| Erhard Ahmann           | Deutschland                                    | 1974              | 1976               | |
| Karl-Heinz Feldkamp     | Deutschland                                    | 1976              | 1978               | Aufstieg in die Bundesliga 1978                                                                                   |
| Milovan Beljin          | Jugoslawien Sozialistische Föderative Republik | 1978              | Oktober 1978       | |
| Otto Rehhagel           | Deutschland                                    | Oktober 1978      | Oktober 1979       | Abstieg in die 2. Bundesliga 1979                                                                                 |
| Willi Nolting           | Deutschland                                    | Oktober 1979      | Oktober 1979       | |
| Hans-Dieter Tippenhauer | Deutschland                                    | Oktober 1979      | September 1980     | Aufstieg in die Bundesliga 1980                                                                                   |
| Willi Nolting           | Deutschland                                    | September 1980    | Dezember 1980      | |
| Horst Franz             | Deutschland                                    | Dezember 1980     | 1982               | |
| Horst Köppel            | Deutschland                                    | 1982              | 1983               | Platz 8 in der Bundesliga 1983                                                                                    |
| Karl-Heinz Feldkamp     | Deutschland                                    | 1983              | März 1984          | |
| Gerd Roggensack         | Deutschland                                    | März 1984         | Februar 1986       | Platz 8 in der Bundesliga 1984 Abstieg in die 2. Bundesliga 1985                                                  |
| Horst Franz             | Deutschland                                    | Februar 1986      | November 1986      | |
| Fritz Fuchs             | Deutschland                                    | November 1986     | Dezember 1987      | |
| Joachim Krug            | Deutschland                                    | Dezember 1987     | April 1988         | |
| Hannes Scholz           | Deutschland                                    | 16. April 1988    | 16. April 1988     | |
| Ernst Middendorp        | Deutschland                                    | April 1988        | Oktober 1990       | Abstieg in die Oberliga 1988 Meister der Oberliga Westfalen 1990                                                  |
| Franz Raschid           | Deutschland                                    | Oktober 1990      | 1991               | Westfalenpokalsieger 1991                                                                                         |
| Fritz Grösche           | Deutschland                                    | 1991              | 1992               | |
| Ingo Peter              | Deutschland                                    | 1992              | Februar 1994       | |
| Theo Schneider          | Deutschland                                    | Februar 1994      | 1994               | Qualifikation für die Regionalliga West/Südwest 1994                                                              |
| Wolfgang Sidka          | Deutschland                                    | 1994              | September 1994     | |
| Ernst Middendorp        | Deutschland                                    | September 1994    | 16. August 1998    | Aufstieg in die 2. Bundesliga 1995 Aufstieg in die Bundesliga 1996 Abstieg in die 2. Bundesliga 1998              |
| Thomas von Heesen       | Deutschland                                    | 17. August 1998   | 1999               | Aufstieg in die Bundesliga 1999                                                                                   |
| Hermann Gerland         | Deutschland                                    | 1999              | Oktober 2000       | Abstieg in die 2. Bundesliga 2000                                                                                 |
| Benno Möhlmann          | Deutschland                                    | Oktober 2000      | 16. Februar 2004   | Aufstieg in die Bundesliga 2002 Abstieg in die 2. Bundesliga 2003                                                 |
| Thomas von Heesen       | Deutschland                                    | 17. Februar 2004  | 29. Februar 2004   | |
| Uwe Rapolder            | Deutschland                                    | 1. März 2004      | 10. Mai 2005       | Aufstieg in die Bundesliga 2004                                                                                   |
| Frank Geideck           | Deutschland                                    | 11. Mai 2005      | 2005               | |
| Thomas von Heesen       | Deutschland                                    | 2005              | 11. Februar 2007   | |
| Frank Geideck           | Deutschland                                    | 11. Februar 2007  | 13. März 2007      | |
| Ernst Middendorp        | Deutschland                                    | 14. März 2007     | 9. Dezember 2007   | |
| Detlev Dammeier         | Deutschland                                    | 10. Dezember 2007 | 31. Dezember 2007  | |
| Michael Frontzeck       | Deutschland                                    | 1. Januar 2008    | 17. Mai 2009       | |
| Jörg Berger             | Deutschland                                    | 19. Mai 2009      | 24. Mai 2009       | Abstieg in die 2. Bundesliga 2009                                                                                 |
| Thomas Gerstner         | Deutschland                                    | 25. Juni 2009     | 11. März 2010      | |
| Detlev Dammeier         | Deutschland                                    | 12. März 2010     | 30. März 2010      | |
| Frank Eulberg           | Deutschland                                    | 30. März 2010     | 25. Mai 2010       | |
| Christian Ziege         | Deutschland                                    | 26. Mai 2010      | 6. November 2010   | |
| Ewald Lienen            | Deutschland                                    | 7. November 2010  | 30. Juni 2011      | Abstieg in die 3. Liga 2011                                                                                       |
| Markus von Ahlen        | Deutschland                                    | 1. Juli 2011      | 20. September 2011 | |
| Stefan Krämer           | Deutschland                                    | 3. November 2011  | 23. Februar 2014   | Westfalenpokalsieger 2012, 2013 Aufstieg in die 2. Bundesliga 2013                                                |
| Norbert Meier           | Deutschland                                    | 24. Februar 2014  | 10. Juni 2016      | Abstieg in die 3. Liga 2014 Halbfinale im DFB-Pokal 2015 Meister der 3. Liga & Aufstieg in die 2. Bundesliga 2015 |
| Rüdiger Rehm            | Deutschland                                    | 1. Juli 2016      | 22. Oktober 2016   | |
| Carsten Rump            | Deutschland                                    | 22. Oktober 2016  | 15. November 2016  | |
| Jürgen Kramny           | Deutschland                                    | 15. November 2016 | 14. März 2017      | |
| Carsten Rump            | Deutschland                                    | 14. März 2017     | 20. März 2017      | |
| Jeff Saibene            | Luxemburg                                      | 20. März 2017     | 10. Dezember 2018  | |
| Uwe Neuhaus             | Deutschland                                    | 10. Dezember 2018 | 1. März 2021       | Meister der 2. Bundesliga & Aufstieg in die 1. Bundesliga 2020                                                    |
| Frank Kramer            | Deutschland                                    | 2. März 2021      | 20. April 2022     | |
| Marco Kostmann          | Deutschland                                    | 20. April 2022    | 14. Mai 2022       | Abstieg in die 2. Bundesliga 2022                                                                                 |
| Uli Forte               | Italien                                        | 4. Juni 2022      | 17. August 2022    | |
| Daniel Scherning        | Deutschland                                    | 18. August 2022   | 7. März 2023       | |
| Uwe Koschinat           | Deutschland                                    | 9. März 2023      | 9. Juni 2023       | Abstieg in die 3. Liga 2023                                                                                       |
| Michél Kniat            | Deutschland                                    | 12. Juni 2023     |                    | Meister der 3. Liga & Aufstieg in die 2. Bundesliga 2025 DFB-Pokalfinale 2025 Westfalenpokalsieg 2024             |

## Trivia
- Ernst Middendorp und František Zoubek Prokš kamen als einzige Trainer auf drei Amtszeiten bei Arminia Bielefeld.
- Auf zwei Amtszeiten kamen Erich Borchmeyer, Karl-Heinz Feldkamp, Horst Franz, Thomas von Heesen, Hellmut Meidt, Ferdinand Swatosch, Gerd Wellhöfer und Karl Wunderlich.
- Die längste Amtszeit erreichte František Zoubek Prokš, der zwischen 1926 und 1933 sieben Jahre lang Trainer der Bielefelder war.
- Die Aufstiege in die Bundesliga gelangen unter Egon Piechaczek (1970), Karl-Heinz Feldkamp (1978), Hans-Dieter Tippenhauer (1980), Ernst Middendorp (1996), Thomas von Heesen (1998), Benno Möhlmann (2002), Uwe Rapolder (2004), Uwe Neuhaus (2020)
- Viermal als Interimstrainer wirkte Willi Nolting. Detlev Dammeier und Carsten Rump waren zweimal Interimstrainer.